# Charles Liedts

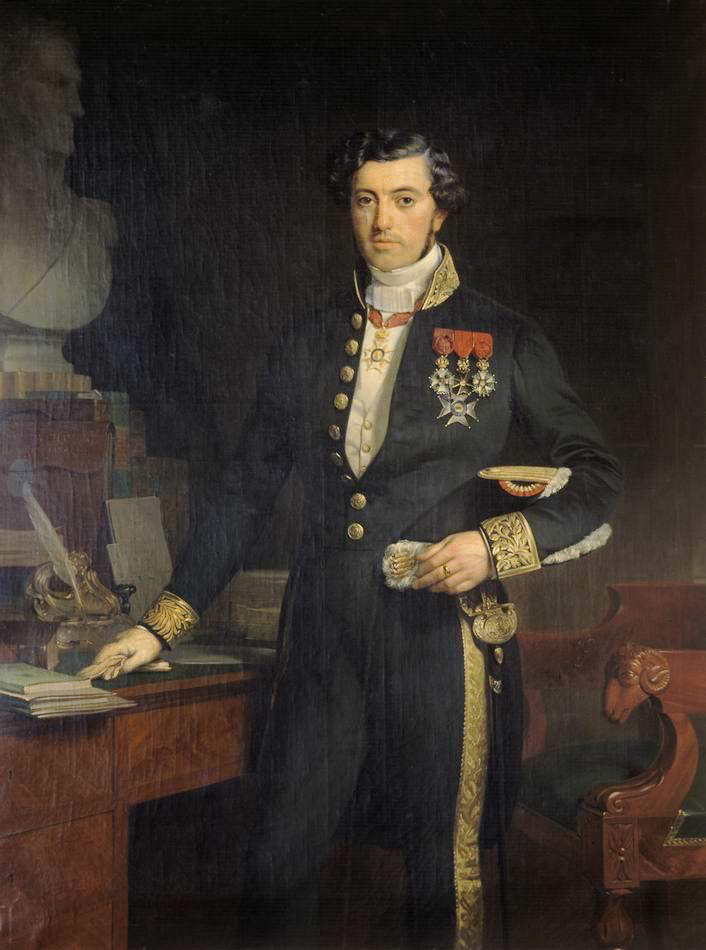

Charles Auguste baron Liedts (Oudenaarde, 1 december 1802 - Brussel, 21 maart 1878) was een Belgisch liberaal politicus. Hij was lid van het Nationaal Congres, minister, volksvertegenwoordiger en provinciegouverneur.

## Levensloop
Liedts was een zoon van Laurent Liedts, ontvanger van de Burgerlijke godshuizen in Oudenaarde, en van Jeanne Gheysens. Hij trouwde in 1838 met Rose De Haen (1815-1876) en ze hadden een zoon en een dochter. Zijn huwelijksgetuige was het lid van het Nationaal Congres en katholiek volksvertegenwoordiger Jean Thienpont.
Liedts promoveerde tot doctor in de rechten (1823) aan de Rijksuniversiteit Gent en vestigde zich als advocaat in Oudenaarde (1823-1830), waarna hij procureur des Konings in Oudenaarde en Gent en voorzitter van de rechtbank van eerste aanleg in Antwerpen werd.

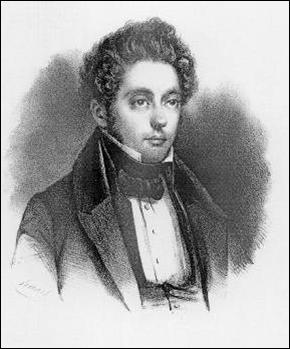
Portret van Charles Liedts door Charles Baugniet

In 1830, pas 28, werd hij lid van het Nationaal Congres voor het arrondissement Oudenaarde. Hij speelde een niet onbelangrijke rol aangezien hij voor de hele duur van het Congres als de voornaamste (met het grootste aantal stemmen verkozen) van de vier secretarissen optrad. Hij las telkens het proces-verbaal voor van de vorige vergadering en gaf kennis van ingediende amendementen, petities enz. Zijn stemgedrag was perfect in overeenstemming met dat van de meerderheid van de leden: voor een constitutionele monarchie, voor de eeuwigdurende uitsluiting van de Nassaus, voor de hertog van Nemours als koning, voor Surlet de Chokier als regent, voor Leopold van Saksen-Coburg als koning. Bij de eedaflegging van de koning was hij een van de vier gezagdragers die rechts van hem op de tribune stonden. Voor de ondertekening door de koning van het proces-verbaal van zijn eedaflegging, werd hem door Liedts de pen aangeboden.
In 1831 werd hij verkozen tot unionistisch (na 1839 liberaal) volksvertegenwoordiger voor het arrondissement Oudenaarde en vervulde dit mandaat tot in 1848. Hij was secretaris (1831-1834), quaestor (1835-1840) en voorzitter (1843-1848) van de Kamer van volksvertegenwoordigers.
Er kwam een einde aan zijn mandaat door de wet op de onverenigbaarheden van 1848, waarbij hij de voorkeur gaf aan het gouverneurschap.
Hij was gouverneur van de provincies Henegouwen en Brabant en bekleedde tweemaal een ministerfunctie. Hij was minister van Binnenlandse Zaken van april 1840 tot april 1841 in het unionistich-liberaal kabinet Joseph Lebeau. Hij werd opnieuw minister, ditmaal van Financies, van 1852 tot 1855 in het liberaal zakenkabinet Henri de Brouckère. Als minister van Financies ontpopte hij zich tot een verdediger van de Generale Maatschappij van België.
Door de regering werd hij bij herhaling op diplomatieke zending gestuurd:
- naar Londen in 1839 voor onderhandelingen over de financiële bepalingen in de marge van de Conferentie van Londen,
- naar Den Haag in 1848 en 1851, voor het onderhandelen van handelsakkoorden tussen België en Nederland,
- naar Parijs in 1852, voor de onderhandelingen over de vernieuwing van het handelsverdrag met Frankrijk,
- naar Parijs in 1861 voor besprekingen die leidden tot het sluiten van een vrijhandelsverdrag tussen België en Frankrijk.

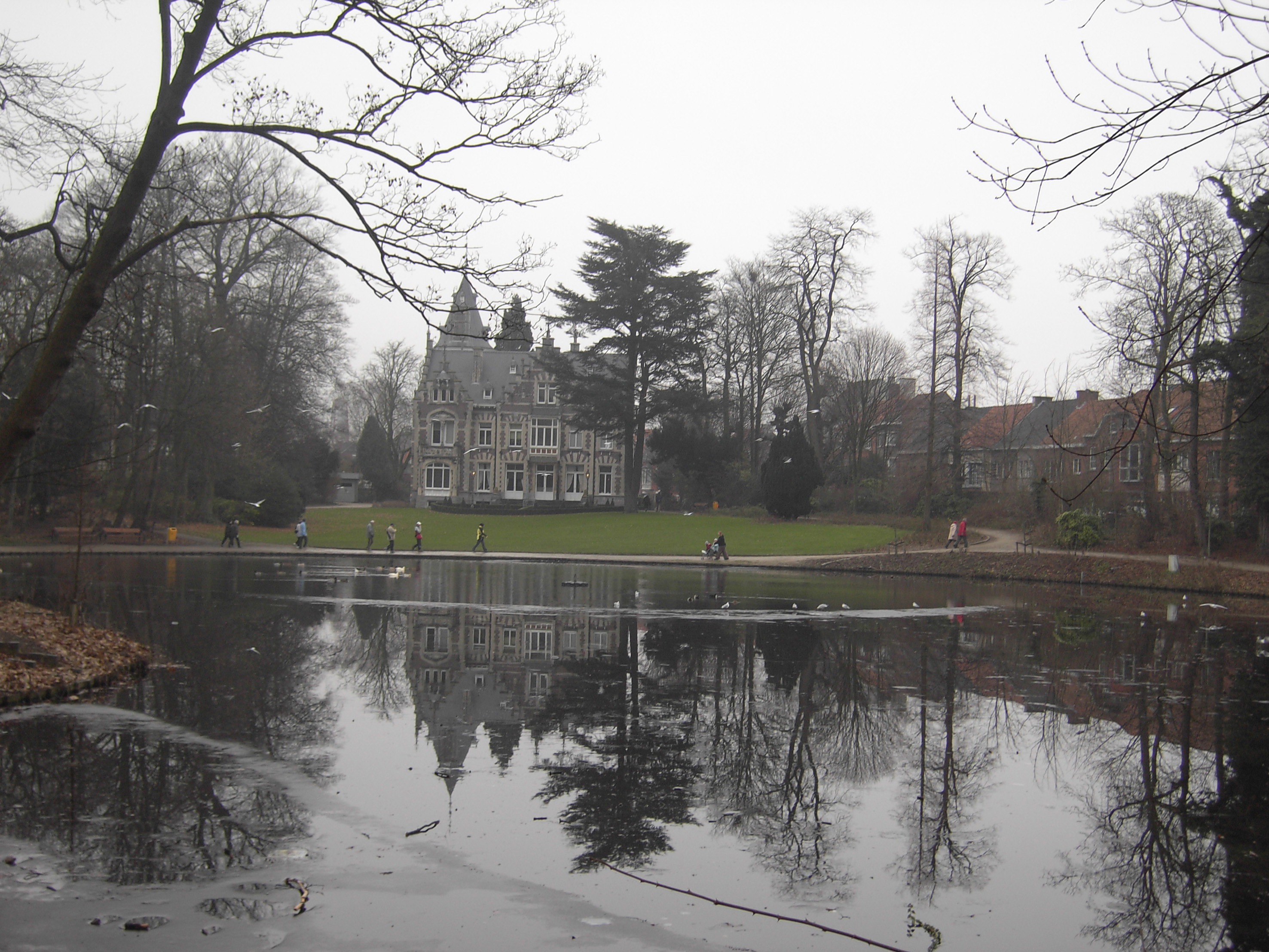
Voormalig kasteel en park van Charles Liedts. Nu stadspark van Oudenaarde.

Liedts had het tuinieren als hobby en wat met landbouw te maken had, als speciaal aandachtspunt. Hij werd onder meer:
- voorzitter van de Hoge Raad voor landbouw en paardenfokkerij (1840),
- voorzitter van het Schoolcomité van de Veeartsenijschool in Kuregem (1851-1854);
- erevoorzitter van de École agricole du Brabant (1861),
- bestuurder van de Société royale d'horticulture de Belgique (1864-1874).

## Politieke loopbaan
Overzicht van de opeenvolgende door Liedts beklede politieke ambten en functies:
- 1830-1831: lid van het Nationaal Congres,
- 1831-1848: volksvertegenwoordiger voor het arrondissement Oudenaarde,
- 1840-1841: minister van Binnenlandse Zaken,
- 1841-1845: gouverneur van de provincie Henegouwen,
- 1843-1848: voorzitter van de Kamer van volksvertegenwoordigers,
- 1845-1860: gouverneur van de provincie Brabant (met benoeming van een interimaris, terwijl hij minister van Financiën was),
- 1852-1855: minister van Financiën.

In 1847 werd Charles Liedts benoemd tot minister van Staat.

## Ondernemersloopbaan
Na 1855, vooral na 1860, nam Liedts meer afstand van de politiek en werd beheerder in talrijke vennootschappen. Van 1861 tot 1877 was hij gouverneur van de Generale Maatschappij van België, in opvolging van Ferdinand Meeûs en met de steun van koning Leopold I. Hij werd in deze hoge en lucratieve functie benoemd bij Koninklijk Besluit door de regering Rogier - Frère-Orban en was de laatste die aldus werd aangesteld. Zijn opvolgers werden door de aandeelhouders aangeduid.
Hij was onder meer bestuurder of voorzitter van de raad van bestuur van:
- Verzekeringen 'La Belgique Maritime',
- Brandverzekeringen 'La Belgique',
- 'S. A. Marcinelle et Couillet',
- 'Chemins de Fer de Mons à Hautmont et Saint-Ghislain',
- 'Capitalistes réunis dans un but de mutualité industrielle',
- 'Charbonnages de Belle-Vue, Baisieux, Dour et Thulin',
- 'Charbonnages des produits au Flénu',
- 'Charbonnage de Sacré Madame',
- 'Chemins de fer de l'Est Belge',
- 'Chemins de fer de Pepinster à Spa',
- 'Chemins de fer du Haut et du Bas-Flénu,
- 'Charbonnage de Monceau-Fontaine et Martinet',
- 'Chemin de fer de Dendre-et-Waes et de Bruxelles vers Gand par Alost',
- 'Charbonnages du Carabinier',
- 'Le Phénix machines',
- 'Charbonnages Saint-Hadelin',
- 'Charbonnages des Grand-Conty et Spinois'.

## Eerbetoon
In 1870 werd Liedts in de adelstand opgenomen met de titel van baron, overdraagbaar op al zijn nakomelingen. Hij nam als wapenspreuk All for duty. De familie stierf echter uit bij de dood van zijn zoon Amédée in 1907.
In de Brusselse gemeente Schaarbeek werden een belangrijk plein en een straat naar Charles Liedts genoemd.

## Amédée Liedts
De zoon van Liedts, Amédée Liedts (1839-1907) die trouwde maar kinderloos bleef, was verzamelaar (onder meer van kant), mecenas en voorzitter van de Kring voor geschiedenis en architectuur van Oudenaarde.
Hij legateerde het kasteel en park van de familie Liedts aan de stad Oudenaarde.